# Блакитна черв'яга
Блакитна черв'яга  (Boulengerula) — рід земноводних родини Herpelidae ряду Безногі земноводні. Має 7 видів. Отримав назву на честь британського вченого Джорджа Буленджера.

## Опис
Загальна довжина представників цього роду коливається від 24 до 35 см. За своєю будовою схожі на інших види зі своєї родини. Відрізняються за забарвленням — мають блакитний колір, що й дало назву цим земноводним.

## Спосіб життя
Полюбляють тропічні ліси. Можуть зустрічатися у середньому поясі гір. Активні переважно у сутінках та вночі. Більшу частину життя проводять під землею або в опалому листі. Живляться різними безхребетними.
Особливістю цих земноводних є засоби піклування за яйцями та личинками, а також розвиток останніх.

## Розповсюдження
Мешкають від Кенії до Малаві, іноді зустрічаються в Уганді, Бурунді, Демократичній республіці Конго, Замбії та Мозамбіку.

## Види
- Boulengerula boulengeri
- Boulengerula changamwensis
- Boulengerula denhardti
- Boulengerula fischeri
- Boulengerula niedeni
- Boulengerula taitana
- Boulengerula uluguruensis